# Frata (okręg Kluż)
Frata – wieś w Rumunii, w okręgu Kluż, w gminie Frata. W 2011 roku liczyła 1707 mieszkańców.